# Léon Breitling
Léon Breitling (Saint-Imier, 27 janvier 1860 - La Chaux-de-Fonds, 11 août 1914) est un horloger et un homme d'affaires suisse, fondateur de l'industrie de montre suisse de prestige Breitling à Saint-Imier en 1884.

## Biographie
En 1860, Léon Breitling nait à Saint-Imier (haut-lieu du chronographe de l'époque avec Longines, Jeanneret Fils, Jeanneret Frères, Ferdinand Bourquin, Reymond-Rod & Aeschlimann, Droz & Cie...) dans le Jura bernois. Il s’intéresse à l'horlogerie dès son enfance en démontant et remontant des mécanismes horlogers et en étudiant cette technologie partout où il peut.
En 1884, il fonde l'industrie de montres Breitling à Saint-Imier où il fabrique ses premiers chronographes et compteurs pour automobiles. En 1892, il déménage 3 rue Montbrillant à La Chaux-de-Fonds sur la frontière franco-suisse et fonde son usine de montres baptisée « Gaston Léon Breitling SA, Montbrillant Watch Manufactory ». 
Après sa disparition en 1914, son fils Gaston Breitling lui succède à la tête de l'entreprise familiale, puis son petit-fils Willy Breitling en 1932.